# Eriococcus turkmenicus
Eriococcus turkmenicus är en insektsart som beskrevs av Archangelskaya 1930. Eriococcus turkmenicus ingår i släktet Eriococcus och familjen filtsköldlöss.
Artens utbredningsområde är Turkmenistan. Inga underarter finns listade i Catalogue of Life.